# Anal Cunt
Anal Cunt fue un trío estadounidense de noisecore y noisegrind, pionero en este último, fundado en Massachusetts. Eran una banda satírica controvertida debido a sus tendencia deliberadamente polemistas con líricas de humor negro extremadamente vejatorias por su cariz misógino, homófobo y racista.

## Historia
Anal Cunt se forman en 1988 en Boston, Massachusetts, por el vocalista Seth Putnam. Este escogió el nombre del grupo haciendo una lista de palabras obscenas, e intentando hacer la combinación más ofensiva posible de estas, eligiendo finalmente Anal Cunt (qué traduce algo como "Coño (o Vagina) Anal". El objetivo principal de la banda, era hacer lo que ellos llamaban "antimúsica": la música más rápida, caótica y ruidosa posible, con letras muy insultantes y obscenas, lo que consiguen en 1989 con The 5643 songs EP, un álbum en broma de 11 minutos que contiene 5.643 canciones y donde ninguna sobrepasa los dos segundos. También han editado Picnic of Love, otro álbum satírico donde solo tocan baladas acústicas con letras de amor y paz, y en el que Seth Putnam se pasa todo el álbum cantando en falsete.
La formación de Anal Cunt cambió mucho con el tiempo. Esto es, en gran parte, debido a problemas entre los miembros, como lo demuestra el gran número de letras de Anal Cunt que insultan a exmiembros. Algunos ejemplos son "Mike Mahan Has Gingivitis", "Tim Is Gay" o "Shut Up, Mike". En la banda, tocaron gente como Phil Anselmo (Pantera, Superjoint Ritual) o Scott Hull (Agoraphobic Nosebleed, Pig Destroyer). En las alineaciones de Anal Cunt, nunca hubo bajistas.
En octubre del 2004, Seth Putnam cae en un estado de coma, que dura aproximadamente dos meses, debido a una combinación de fuertes dosis de crack, cocaína, alcohol y heroína. Después de salir del coma, estaba totalmente paralizado y con graves problemas mentales. Consiguió recuperarse considerablemente después de meses de terapia física, pero siguió teniendo leves problemas psíquicos. Después de este incidente, Anal Cunt no sacó ningún disco, pero dieron algunos conciertos en los últimos años. Irónicamente, en estos conciertos tocaban canciones que se burlaban de la situación de Seth Putnam como "Jack Kevorkian Is Cool", "Brain Dead" o "Ha ha, You're In A Coma", que había escrito el mismo Putnam antes de caer en el coma.
El 11 de junio de 2011, Seth Putnam fue encontrado muerto a causa de un ataque al corazón, a los 43 años, y debido a esta razón la banda se disuelve.

## Letras y controversia
Las letras de Anal Cunt son bromas de muy mal gusto, y extremadamente obscenas y ofensivas, les han traído muchos problemas y tratan por la mayor parte de misoginia, homofobia, ridículo de los desafortunados y estupideces (el grupo, incluso se faltaba al respeto a sí mismo). Algunos ejemplos conocidos fueron: "Hitler was a sensitive man" ("Hitler era un hombre sensible"), "You're pregnant so I kicked you in the stomach" ("Estás embarazada, así que te pateé en la barriga), "Domestic Violence Is really, really funny" ("La violencia doméstica es muy, muy divertida"), "I Intentionally Ran over your dog" ("He atropellado intencionalmente a tu perro"), "Your Kid committed suicide because you suck" ("Tu hijo se suicidó porque das asco") o "I pushed your wife in front of the subway" ("He empujado a tu mujer al metro"). Un título de canción de Anal Cunt muy corriente es "X es Gay", X siendo una persona, idea o cosa: algunos ejemplos son "Recycling is Gay", "Pottery is Gay", "The word 'Homophobic' is Gay" o "You Are Gay". En sus letras, Anal Cunt también insultan o se ríen directamente de otras bandas, como en "Your favourite band is Supertramp (You're Gay)" ("Tu banda favorita es Supertramp (Eres Gay)", "Everyone who likes The Dillinger Escape Plan is a faggot" ("Todos los que les gusta The Dillinger Escape Plan son maricas") o "Limp Bizkit think they are black, but they are just gay" ("los Limp Bizkit se creen que son negros, pero no son más que gais"). También, fueron comunes las versiones mal tocadas que hicieron de diversos grupos.
Sin contar el álbum Picnic of Love, todas las grabaciones de Anal Cunt consisten en material voluntariamente ofensivo: la gran mayoría de sus canciones duran medio minuto y se basan en berridos descomunales e incomprensibles, guitarra totalmente distorsionada y blast-beats. Los miembros de Anal Cunt, estaban contentos al ver que su grupo era criticado y odiado por muchos, pues formaron el grupo con el objetivo de gastar una broma de muy mal gusto.

## Discografía
- 88 Songs EP (demo), 1988
- 5643 Songs EP, 1989
- Another EP, 1991
- Greatest Hits Volume One, 1991
- Breaking The Law EP, 1992
- Morbid Florist, 1993
- Everyone Should Be Killed, 1994
- Old Stuff part Two, 1994
- Top 40 Hits, 1995
- 40 More Reasons To Hate Us, 1996
- I Like It When You Die, 1997
- Picnic of Love, 1998
- It Just Gets Worse, 1999
- Defenders Of The Hate, 2001
- Wearing Out Our Welcome, 2010
- Fuckin' A, 2010
- Wearing Out Our Welcome (2011)

## Miembros

### Última formación
- Seth Putnam: vocalista, guitarra (1988-2001, 2003-2011; fallecido en 2011)
- Tim Morse: batería (1988-1996, 2008-2011)
- Josh Martin: guitarra (1996-2001, 2006-2011; fallecido en 2018)

### Miembros anteriores
- Mike Mahan: guitarra (1988-1990, 2008)
- Fred Ordonez: guitarra (1991-1992, 1992-1993)
- John Kozik: guitarra (1992-1995, 2003-2006)
- Paul Kraynak: guitarra (1993, 1995)
- Scott Hull: guitarra (1995)
- Nate Linehan: batería (1996-1999, 2003-2004, 2006-2007)
- John Gillis: batería (1999-2001, 2004-2006)